# Underwood (Minnesota)
Underwood – miasto w Stanach Zjednoczonych, w stanie Minnesota, w hrabstwie Otter Tail.